# 天主教福斯-杜伊瓜苏教区
天主教福斯-杜伊瓜苏教區（拉丁語：Dioecesis Iguassuensis）是巴西一個羅馬天主教教區，屬卡斯卡韋爾總教區。
1926年5月10日設立自治監督區，1978年5月5日升為教區。
範圍包括巴拉那州西部。2006年有教友382,372人（佔轄區總人口80.0%）、廿一個堂區、四十一名司鐸。現任教區主教為思齊·德·德烏斯·博爾熱斯，榮休主教為勞林多·吉扎爾迪。